# Leo Neugebauer
Leo Neugebauer, född 19 juni 2000, är en tysk friidrottare som tävlar i mångkamp.

## Karriär
Vid världsmästerskapen i friidrott 2023 placerade Neugebauer sig på en femteplats i tiokamp.